# Оранда

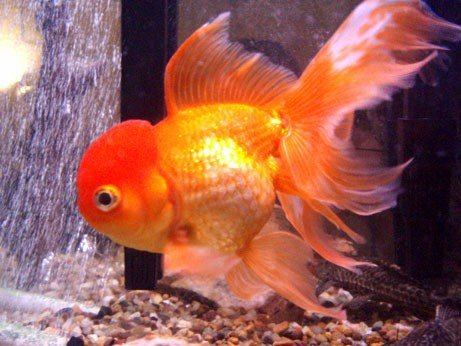
Оранда

Ора́нда (яп. 和蘭獅子頭 оранда сиси-гасира, оранда львиноголовая), уст. орандо или «шишига-шира», — одна из искусственно культивированных декоративных пород аквариумной «золотой рыбки» (лат. Carassius gibelio forma auratus (Bloch, 1782)), являющейся одной из разновидностей вуалехвоста, но отличающейся наростами на жаберных крышках и голове.
Выведена в Китае.

## Описание

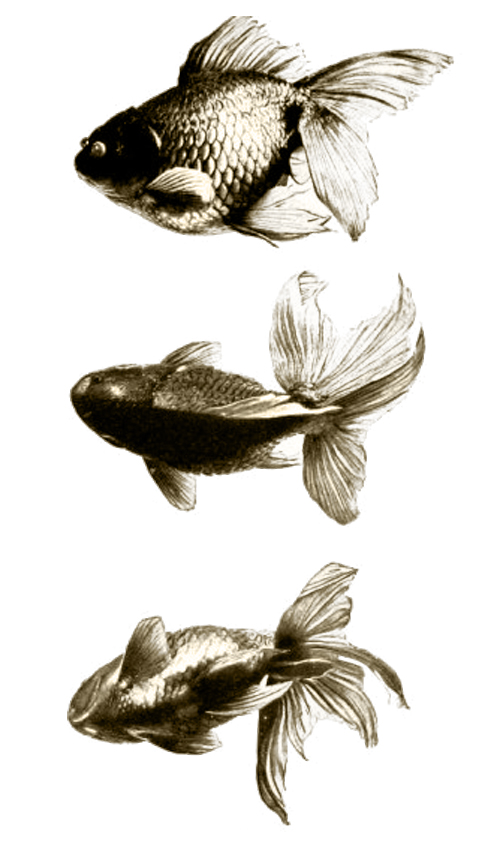
Оранда шиши-гашира (рис. 1904 года)

Оранда — одна из самых пёстрых форм золотой рыбки с длиной тела 18—26 см. Голова покрыта бородавчатыми наростами. Короткое яйцеобразное тело с массой бородавочных наростов, покрывающих почти сплошь всю голову. Удлинённые плавники.

### Окрас
Цвет рыб ярко-алый, красный, оранжевый, жёлтый и изредка синевато-железный. Могут быть «ситцевыми» — сплошь покрыты пёстрыми пятнами.

### Вариации
У этой рыбы существуют варианты:
- гирошима[6] — по обеим сторонам рта имеется лишь по одному наросту («большой бородавке»);
- красно-белая оранда (шиши-гашира);[6]
- шоколадная оранда (тякин);
- голубая оранда (шиши-гашира оранда);[6]
- тёмно-серая оранда (сэйбунгё);
- голландская львиноголовка, красного вариетета;
- «красная шапочка»[7][8]

«Бородавки рыб», считающиеся у японцев верхом красоты, очень легко пропадают, если не обращать особенного внимания уходу за этими рыбами.

## Особенности содержания
Оранды должны содержаться в объёмном аквариуме, так как при недостатке движения у рыб возникают проблемы обмена веществ и осложнения двигательного характера — оранды становятся инертными.